# Pelidnota schneideri
Pelidnota schneideri är en skalbaggsart som beskrevs av Soula 2010. Pelidnota schneideri ingår i släktet Pelidnota och familjen Rutelidae. Inga underarter finns listade i Catalogue of Life.